# Sante Pagnini
Pour les articles homonymes, voir Pagnini.
Sante (ou Xantes) Pagnini (en latin : Xanthus Pagninus), né en 1470 à Lucques et mort le 24 aout 1541 à Lyon, est un dominicain, l'un des plus grands philologues et biblistes de son temps.

## Biographie
Pagnino, en Toscane, en Italie centrale. À seize ans il prit l'habit religieux à Fiesole, où il fit ses études sous la direction de Savonarole et d'autres éminents professeurs. Dans l'acquisition des langues orientales, alors cultivées à Florence, il montra une sagacité inhabituelle, de l'aisance et de la pénétration. Son génie, son travail et son érudition lui gagnèrent des amitiés influentes, dont celles des cardinaux Médicis, les futurs papes Léon X et Clément VII.
Comme orateur sacré son zèle et son éloquence répondaient à son érudition et portaient des fruits. Appelé à Rome par Léon X, il enseigna jusqu'à la mort de son protecteur (1521) à l'école récemment ouverte où l'on donnait des cours gratuits de langues orientales.
Il passa alors trois ans à Avignon et les sept dernières années de sa vie à Lyon. Là il aida à la création d'un hôpital pour pestiférés, et son zèle et son éloquence lui permirent d'empêcher l'intrusion dans la ville des doctrines vaudoises et du luthéranisme, et il reçut en récompense les droits et les privilèges de la citoyenneté, ce qui était très convoité. L'épitaphe qui à l'origine ornait sa tombe dans l'église des dominicains à Lyon, fixe la date de sa mort au 24 août 1541, à Lyon, ce qui ne semble pas discutable.

## Œuvres
Le mérite de son Veteris et Novi Testamenti nova translatio (Lyon, 1527) est dans sa façon de s'attacher à la lettre de l'hébreu. Elle lui a valu la faveur de rabbins contemporains et a conduit Léon X à assumer les frais de publication ; après la mort du pontife ce sont les parents de l'auteur et ses amis qui s'en sont chargés. À l'occasion de cette traduction, Pagnini est le premier à numéroter les versets de la Bible, même si son système est différent de celui utilisé aujourd'hui.
Cet ouvrage, aussi bien que son monumental Thesaurus linguæ sanctæ (Lyon, 1529), a connu plusieurs éditions, faites aussi bien par des protestants que par des catholiques.
Parmi ses autres travaux, tous concernant les textes sacrés, en grec ou en hébreu, on cite Isagoges seu introductionis ad sacras literas liber unus (Lyon, 1528, etc.) et Catena argentea in Pentateuchum en six volumes (Lyon, 1536). Jean Mercier a ajouté des notes à son Oẓar Leshon ha-Kodesh (Lyon, 1575).